# Revelación
Revelación är den fjärde EP:n av den amerikanska sångaren Selena Gomez. Den släpptes 12 mars 2021 av Interscope och var Gomez' första projekt med spanska som huvudspråk.

## Bakgrund
I januari 2020 släppte Gomez Rare, sitt första studioalbum sedan Revival som släpptes år 2015. Med så lång tid mellan albumutgivningarna var Gomez rädd att ingen skulle vilja höra hennes nya musik och att Rare skulle "floppa". Gomez' hade under åren mellan musikalbumen haft problem med psykisk ohälsa i form av ångest och depression och även fått diagnosen bipolär sjukdom. Hon tog en lång paus från sociala medier och gav därefter hennes assistent uppdraget att sköta hennes onlinekonton. Under samma tidsperiod fick hon även diagnosen SLE en autoimmun sjukdom vilket ledde till att hon behövde en njurtransplantation. Vid utgivningen av Rare hyllades albumet av musikjournalister och gick in på förstaplatsen på amerikanska albumlistan Billboard 200. Albumet betraktades som en nystart på en "artistisk era" och albumet tillät Gomez att omdefiniera sitt varumärke och skapa sig en identitet inom musikbranschen. Albumets huvudsingel, popballaden "Lose You to Love Me", blev hennes första musiksingel i karriären att toppa den amerikanska singellistan Billboard Hot 100. Musikjournalister spekulerade i att texten beskrev hennes relation med expojkvännen Justin Bieber.
Gomez' berättade för Billboard att hon hade för avsikt att fortsätta "utmana sig själv" på framtida musik. Hon sa: "Det känns fint att Rare blev vad den blev för mig. Och såklart vill jag säga att det är det bästa albumet jag någonsin gjort. Men det betyder inte att jag inte tänker utmana mig själv på nästa projekt." Gomez fortsatte sin karriär med flera projekt, däribland ett musikaliskt samarbete med den Sydkoreanska musikgruppen Blackpink, flera nya projekt inom film och TV samt inom skönhetsindustrin. Hon blev chefsproducent för Netflix-serierna 13 Reasons Why och Living Undocumented.

## Koncept och inspiration
År 2020, under nedstängningen till följd av Covid-19-pandemin, inspirerades Gomez' till att utforska sitt mexikanska ursprung. Utforskandet satte igång hennes kreativitet och hon kände sig manad att lyfta fram den delen av sig själv och spela in sin första spanskspråkiga EP, Revelación. Hennes samarbeten med latinamerikanska artister åren innan beskrevs som en "stor inspiration" till att sätta igång med projektet. Gomez skrev på Twitter att hon hoppades hennes fans skulle gilla musiken och fortsatte: "Det här är början på något som jag velat utforska så länge". Gomez diskuterade med Apple Music om varför hon valde att sjunga på spanska och sa:
| ” | Det här är något jag velat göra de senaste tio åren, att jobba på ett spanskspråkigt projekt. Jag är så, så stolt över mitt ursprung och jag kände genuint att jag ville att det här skulle hända. Och det hände och jag känner att timingen är perfekt. Med all polarisering i världen, så finns det något med latinomusik som får folk att känna speciella saker. | „ |

Om inspirationen bakom skapandet av musiken sa Gomez att mycket av den kom ifrån hennes spansktalande familj. Om det kreativa arbetet och albumets visuella delar kommenterade hon att hon uteslutande ville samarbeta med spansktalande videokreatörer och fotografer. Hon sa: "Jag ville utforska den magiska realismen som alltid funnits i den mexikanska och latinamerikanska kulturen. Den finns i allt från konst till telenovelas och jag ville få med en känsla av övernaturlighet. Jag hoppas att budskapet om hopp kommer fram till konsumenter".

## Inspelning
Gomez påbörjade arbetet med Revelación direkt efter utgivningen av Rare och skapandet av EP:n tog ungefär ett år. Covid-19-pandemin gjorde att arbetssättet under skapandeprocessen förändrades, från att spela in musiken i inspelningsstudion till jobba med producenter och låtskrivare via Zoom. När projektet var färdigställt hade nästan hela EP:n skapats via Zoom. För Gomez blev omställningen svår när hon inte längre kunde vara kreativ med sina samarbetspartners i samma rum. I en intervju sa hon: "Jag hatade det verkligen i början och vissa gånger avbokade jag studiotid för att slippa arbeta via Zoom. Jag trivs som bäst när jag får jobba i grupp tillsammans med alla. Så det var den största utmaningen för mig, men till sist var det bara att acceptera situationen". Inför skapandet anställde Gomez språk coachen Leyla Hoyle-Guerrero, för att hjälpa henne med ordförråd, accent och användningen av slanguttryck.
Gomez samarbetade med flera låtskrivare och musikproducenter under skapandet av Revelación. Gomez hade samarbetat med Tainy tidigare och deras nya samarbete blev inledningen på skapandeprocessen, vilken hon beskrev som "väldigt organisk". Tainy blev projektets chefsproducent och hade tidigare producerat hits åt Bad Bunny, J Balvin och Dua Lipa. Han hade gjort sig känd för att blanda musik från hemlandet Puerto Rico med reggaeton. Efter att hon spelat in kompositionen "Baila Conmigo" ansåg hon att en manlig sångare skulle passa som gästartist. Gomez blev under samma tidsperiod bekant med Rauw Alejandros musik och ville därefter ha honom på låten då hans sångröst hade "mycket soul" och var "väldigt sexig". Gomez hade tidigare samarbetat med DJ Snake och duon hade ofta diskuterat ett framtida samarbete. Samarbetet blev kompositionen "Selfish Love" som hon beskrev som en "perfekt match" för duon.

## Komposition och musikalisk stil
Revelación, som består av sex spår, har beskrivits som en blandning av amerikansk R&B, elektropop och reggaeton. Gomez beskrev för Elle att hon ansåg att hon sjöng bättre på spanska och sa: "Det var något jag upptäckte. Det var ett tufft jobb och man kan inte uttala något fel. Du måste ha perfekt uttal om du ska bli respekterad av målgruppen. Jag vill att alla ska gilla musiken men jag riktar mig främst till mina fans. Jag riktar in mig på mitt ursprung och jag kan inte vara mera exalterad." "De Una Vez" är en reggaeton-influerad gitarrballad.

## Teman och textanalys
Huvudteman på Revelación berör inre styrka, kärlek, förlåtande och att gå vidare. Gomez diskuterade albumets innehåll med Rolling Stone India och sa: "Vad jag älskar med den här musiken är att du inte behöver förstå spanska för att känna något. Jag ville att låtarna skulle väcka känslor vare sig om du förstod texterna eller inte. Jag hoppas att alla lyssnar med ett öppet hjärta och sinne. Det är otroligt när någon som inte förstår spanska letar upp låttextens översättning och efter att ha förstått textens innebörd fortfarande känner samma känslor inför den."
På "De Una Vez" sjunger Gomez om att läka och finna inre styrka efter hjärtekross. Hon beskrev själv låten som en "vacker kärlekshymn". Texten berättade även om Gomez' personliga resa mot bättre psykisk hälsa, att läka och om att få bättre självkänsla. Gomez sjunger: “Sé que el tiempo a tu lado cortó mis alas/ Pero ahora este pecho es antibalas” (tiden vid din sida gjorde mig vingklippt/ men nu är min bröstkorg skottsäker). "Selfish Love" framförs på både spanska och engelska.

## Utgivning och marknadsföring
"Det är alltid nervöst inför släppet av ny musik eftersom vi artister delar med oss så mycket av oss själva. Utgivningen av den här EP:n gjorde mig definitivt mer nervös än vad jag varit på länge, eftersom mitt ursprung betyder så mycket för mig och jag ville göra det här för mina latinamerikanska fans. Jag ville att det skulle vara perfekt. När jag såg människors reaktioner på väggmålningarna blev jag så glad över den positiva responsen. Vi gjorde inte så mycket reklam innan vi tillkännagav utgivningen så jag tror folk blev förvånade att se målningarna och att min nya musik skulle vara på spanska."
I januari 2021 skapade Gomez spekulationer bland fans när hon citerade ett av sina egna tweets från 2011 där hon nämnde ett outgivet spanskspråkigt projekt och skrev: "Jag tror att det kommer ha varit värt väntan". Gomez teasade sina fans ytterligare när det dök upp väggmålningar av henne med spanskspråkiga låttitlar på flera platser runt om i latinamerika.

### Singlar
Den 14 januari 2021 meddelade Gomez på Instagram att hennes nya singel "De Una Vez" skulle släppas dagen efter, den 15 januari 2021. Låten blev hennes första spanskspråkiga singel sedan samarbetet med DJ Snake på "Tiki Tiki" år 2018. Den var hennes första spanska låt som soloartist sedan 2012 då hon släppte en cover av Selena Quintanillas "Bidi Bidi Bom Bom".

## Låtlista
| 1.           | "De Una Vez"                         | Andrea Mangiamarchi Christopher Carballo Ramos                        | Albert Hype Jota Rosa Neon16 Tainy Bart Schoudel [a] | 2:35  |
| 2.           | "Buscando Amor"                      | Mangiamarchi Zabdiel De Jesús                                         | Jota Rosa Neon16 Tainy Schoudel [a]                  | 3:08  |
| 3.           | "Baila Conmigo" (med Rauw Alejandro) | Mangiamarchi Ramos Edgar Barrera Raúl Alejandro Ocasio Ruiz           | Albert Hype Jota Rosa Neon16 Tainy Schoudel [a]      | 3:06  |
| 4.           | "Dámelo To'" (featuring Myke Towers) | Mangiamarchi Ramos Julia Michaels Michael Torres                      | Albert Hype Jota Rosa Neon16 Tainy Schoudel [a]      | 3:04  |
| 5.           | "Vicio"                              | Mangiamarchi Santiago Beltran                                         | Albert Hype Jota Rosa Neon16 Tainy                   | 2:40  |
| 6.           | "Adiós"                              | Carolina Isabel Colón Juarbe Jorge Luis Perez Jr. Juan Andrés Ceballo | Neon16 Nito Tainy Schoudel [a]                       | 2:10  |
| 7.           | "Selfish Love" (med DJ Snake)        | Kat Dahlia K Sotomayor Kris Floyd                                     | DJ Snake Maro                                        | 2:48  |
| Total längd: | Total längd:                         | Total längd:                                                          | Total längd:                                         | 19:34 |